# Agdistis yemenica
Agdistis yemenica là một loài bướm đêm thuộc họ Pterophoridae. Nó được tìm thấy ở Yemen.